# Luboržakita
La luboržakita és un mineral de la classe dels sulfurs que pertany al grup de la pavonita. Rep el nom en honor de Lubor Žák (29 de juliol de 1925, Praga, Txecoslovàquia - 6 d'agost de 2008, Praga, República Txeca), destacat mineralogista i cristal·lògraf, i professor del Departament de Mineralogia, Geoquímica i Cristal·lografia de la Universitat Charles de Praga.

## Característiques
La luboržakita és una sulfosal de fórmula química Mn₂AsSbS₅. Cristal·litza en el sistema monoclínic. La seva duresa a l'escala de Mohs oscil·la entre 4 i 4,5. És químicament semblant a la menchettiïta i a l'oyonita, així com a la clerita.
L'exemplar que va servir per a determinar l'espècie, el que es coneix com a material tipus, es troba conservat a les col·leccions del Museu Mineralògic Fersmann, de l'Acadèmia de Ciències de Rússia, a Moscou (Rússia), amb el número de registre: 5498/1.

## Formació i jaciments
Va ser descoberta a Rússia, concretament al dipòsit de Vorontsovskoe, situat a Turinsk, dins l'anomenat jaciment de Turinsk-Auerbakovsk (raion de Serov, óblast de Sverdlovsk), on es troba en forma de cristalls prismàtics llargs de fins a 70 x 20 μm, i com a grans anèdrics de la mateixa mida incrustats en matriu de dolomita rica en Mn i en calcita que conté Mn. Es tracta de l'únic indret de tot el planeta on ha estat descrita aquesta espècie mineral.